# Wicanderska välgörenhetsskölden
Wicanderska välgörenhetsskölden var en fotbollsturnering i Sverige som spelades 1905-1916. Turneringen, som var mycket åtråvärd att vinna, var årlig och anordnades av Svenska Bollspelsförbundet, men övertogs 1913 av Svenska Fotbollförbundet. Publikinkomsterna från matcherna gick till välgörenhet, precis som förebilden "Charity Shield" (numera Community Shield) i England. Wicanderska Välgörenhetsskölden började då konsul Hjalmar Wicander skänkte en välgörenhetssköld till Svenska Bollspelsförbundet. En turnering var tänkt att spelas 1920, men blev aldrig av. Svenska bollspelsförbundet ville att skölden skulle tillfalla det bästa laget i Stockholm. 1905 gjorde de fyra främsta Stockholmslagen upp om Wicanderska Välgörenhetsskölden. Det fanns också förslag om att endast två lag per år skulle göra spela om trofén, där det var tänkt att fjolårssegraren skulle möta segraren i Stockholms distriktsmästerskap, om det inte var samma lag.

## Slutsegrare
- 1905 - IFK Stockholm
- 1906 - IFK Stockholm
- 1907 - Djurgårdens IF
- 1908 - AIK
- 1909 - AIK
- 1910 - Djurgårdens IF
- 1911 - IFK Stockholm
- 1912 - IFK Stockholm
- 1913 - Djurgårdens IF
- 1914 - AIK
- 1915 - Djurgårdens IF
- 1916 - AIK